# Regno di Kaffa
Il regno di Kaffa o Caffa (anche del Kaffa) fu uno stato della prima modernità situato nell'odierna Etiopia, che ebbe Bonga e in seguito Anderaccha come sue capitali. Il fiume Gojeb ne formava il confine settentrionale, oltre al quale si trovavano i regni della regione di Gibe; ad est si trovavano i territori dei popoli Konta e Kullo, tra Kaffa e il fiume Omo; a sud vi erano numerosi sottogruppi del popolo Gimira, e a ovest vi era quello Majangir.

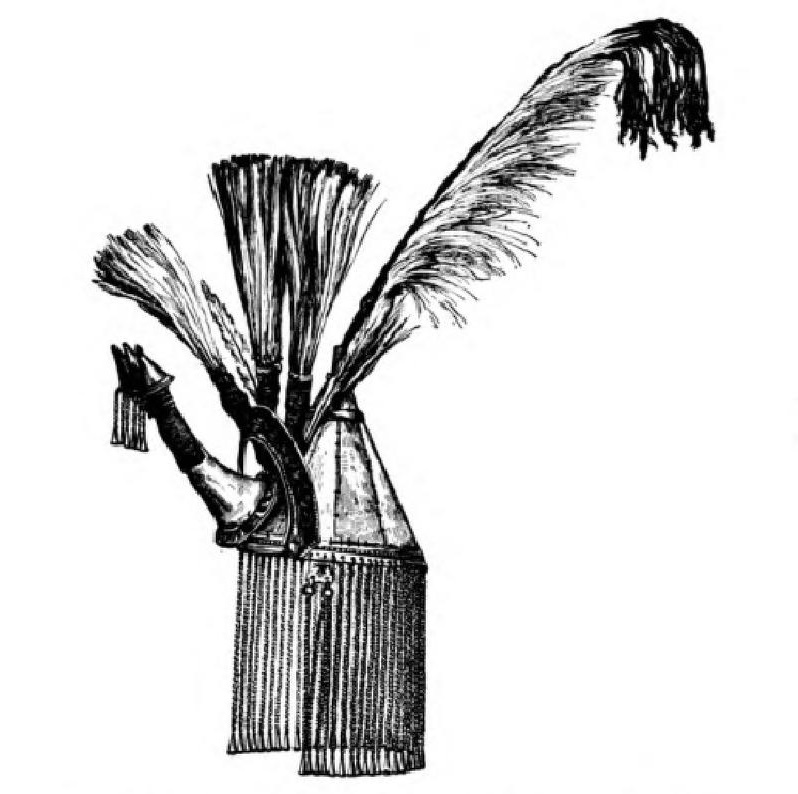
Corona del Re di Caffa

Kaffa era diviso in quattro sottogruppi, che parlavano una lingua comune nota come caffino, del gruppo delle lingue omotiche settentrionali; nel regno vivevano anche un certo numero di gruppi di stranieri, commercianti etiopi musulmani, membri della chiesa ortodossa etiope, e bruppi "con lo status sommerso" (inclusi i Manjo, o "cacciatori", i Manne, o conciatori, e i Qemmo, o fabbri). I Manjo avevano persino un re tutto loro, scelto dal re di Kaffa, e avevano il dovere di far da guardia alle porte e ai possedimenti reali del regno.  Il regno fu sconfitto e conquistato nel 1897, e quindi annesso all'Etiopia. 
La terra dove giaceva questo regno si trova nel meridione dell'acrocoro Etiopico con strisce di foreste. Questa terra montana è molto fertile, capace di tre raccolti all'anno.

## Storia

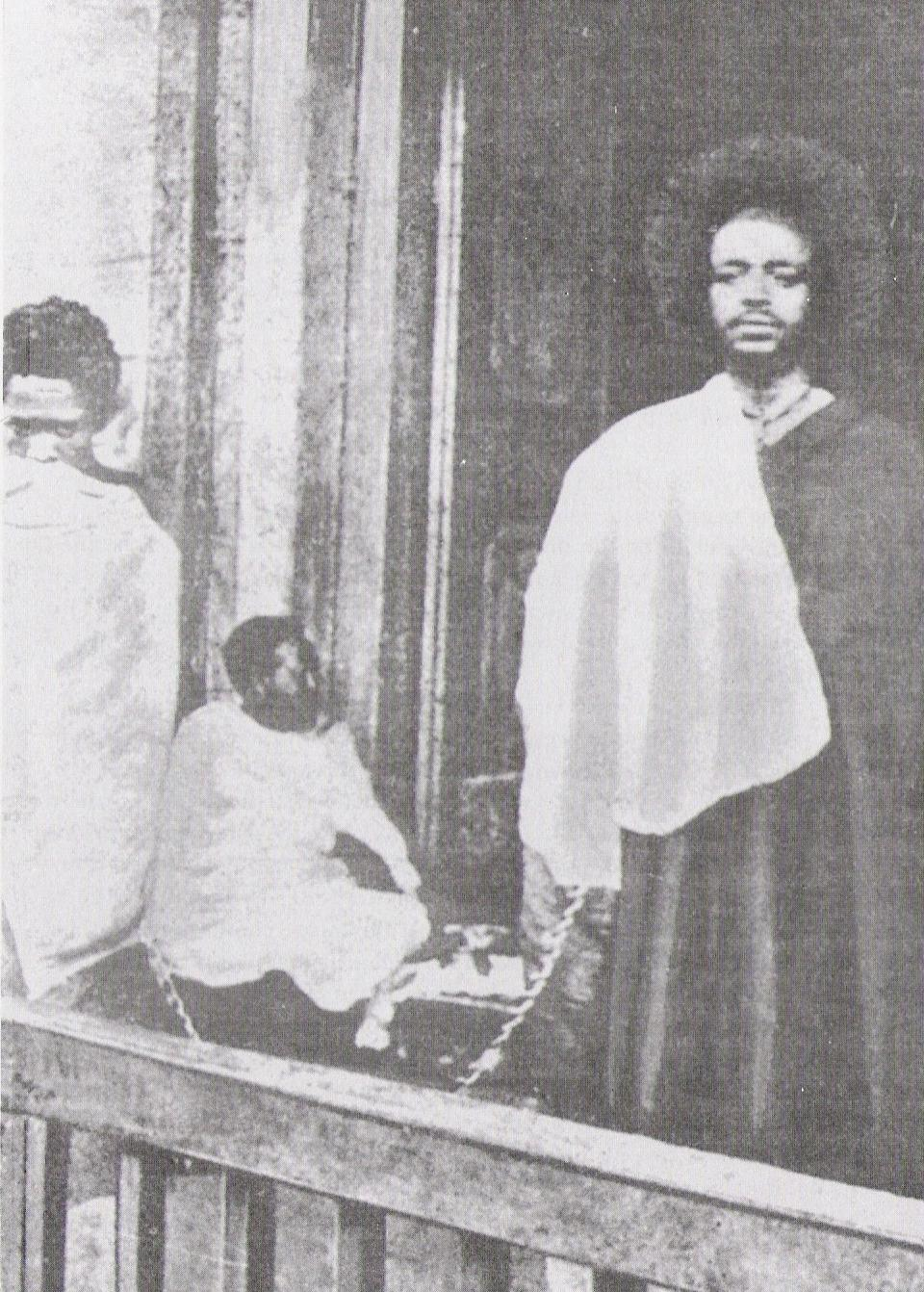
Gaki Sherochi nel 1897

Il regno di Kaffa fu fondato nel 1390 circa per opera di Minjo, che secondo la tradizione orale cacciò la dinastia Mato di 32 re, di cui però, stando agli informanti di Amnon Orent, "nessuno ricordava il nome di nessuno." La prima capitale Bonga fu fondata oppure conquistata da Bon-noghe; fu poi rimpiazzata da Anderaccha, ma Bonga mantenne la sua importanza.
Durante il XVI secolo, tutti i territori a nord del fiume Gojeb furono persi nelle migrazioni del popolo Oromo. Nello stesso periodo, Sarsa Dengel, imperatore d'Etiopia, convinse il regno ad accettare il cristianesimo come religione di stato ufficiale, con il risultato che la chiesa di San Giorgio fu dedicata a Baha; l'edificio conservava una replica tabot che portava il nome dell'imperatore Sarsa Dengel. Nei secoli seguenti, l'influenza del governo etiope si indebolì, e insieme ad esso anche il cristianesimo, anche se la chiesa di San Giorgio fu usata come "casa maschile del rituale di Giorgio", fino al tardo XIX secolo, quando le pratiche cristiane furono reintrodotte.
A partire da Gali Ginocho (1675–1710), i re di Kaffa iniziarono a espandere i confini del regno, annettendo nelle vicinanze i piccoli stati Gimira di She, Benesho e Majango. Gli stati vicini Welayta vennero sotto il controllo Kaffa durante il regno di Tato Shagi Sherocho (1775–1795), che estese i confini del regno fino a Omo nel sudest e quasi alla confluenza degli omo e del fiume Denchya a sud. L'apogeo territoriale avvenne durante il regno di Hoti Gaocho (1798–1821). Stando a Orent, le tradizioni dei Kaffa riferiscono che egli dominò in lungo e in largo, conquistando ovunque andasse, persino ai confini di Wolleta e Kambaata. "Ancora oggi," conclude Orent, "c'è gente che parla ancora dei tempi in cui i loro antenati sconfissero tutti i loro nemici e sedettero ai piedi di un famoso albero a Wolliso decidendo di non raggiungere la provincia di Shoa."
L'ultimo sovrano dei Kaffa, Gaki Sherocho, resistette per mesi agli eserciti combinati di Wolde Giyorgis, Ras Damisse, e del re Abba Jifar II di Jimma, finché non venne catturato l'11 settembre 1897, e fu prima mandato ad Ankober, e poi ad Addis Ababa. Kaffa fu poi preso come feudo da Wolde Giyogis fino al 1914. Durante la sua visita a Kaffa nel 1897, Alexander Bulatovich ebbe l'opportunità di studiare la cultura degli abitanti, descrivendoli nel suo libro Con le Armate di Menelik II, Imperatore d'Etiopia, identificando un certo numero di pratiche in comune col popolo più familiare degli Amhara.
Gli abitanti soffrirono terribilmente di schiavitù durante il regno de facto di Lij Iyasu, e la regione divenne quasi disabitata. Durante la riorganizzazione delle province nel 1942, l'ex-regno si allargò grazie all'aggiunta di un certo numero di altri regni dalla regione di Gibe per diventare la provincia di Kaffa.

## Economia
Nel regno di Kaffa, i talleri di Maria Teresa erano, come nel resto dell'Etiopia, usati come valuta, insieme a pezzi di sale chiamati amoleh, fino al 1905; fino a quella data, queste circolavano a un tasso di quattro o cinque amoleh a 1 MT.
L'economia si basava sulle esportazioni di oro, olio e schiavi. Tra le piantagioni vi erano quelle di caffè e cotone. Tuttavia, stando a Richard Pankhurst, la quantità di caffè esportato non era dei maggiori; egli cita una stima di produzione tra i 50 000 e i 60 000 chili all'anno negli anni '80 del 1800. Veniva allevato del bestiame, e le api erano tenute in barili (chiamate gendo) appesi sugli alberi.